# Chorisoneura morosa
Chorisoneura morosa är en kackerlacksart som beskrevs av Robert Walter Campbell Shelford 1907. Chorisoneura morosa ingår i släktet Chorisoneura och familjen småkackerlackor.
Artens utbredningsområde är Ecuador. Inga underarter finns listade i Catalogue of Life.